# Georg Hamm
Georg Hamm (* 8. November 1817 in Wittersheim, Pfalz; † 9. Januar 1878 in Kaiserslautern) war ein deutscher Glockengießer, Maschinenfabrikant und Freiheitskämpfer.

## Leben und Wirken
Hamm wurde als Sohn des Müllers und Mühlarztes Andreas Hamm (1798–1859) und dessen Ehefrau Maria Elisabetha de la Paix († 1858) geboren. Er erlernte das Handwerk des Glockengießens bei Peter Lindemann in Zweibrücken. Hamm übernahm dessen Gießerei und verlegte 1840 deren Sitz nach Wittersheim. Er warb auch mit der Herstellung kleiner Dampfmaschinen und Feuerspritzen.
Im Juli 1844 verlegte Hamm seinen Betrieb nach Frankenthal und pachtete dort das Stammhaus der Schraderschen Glockengießerei in der Glockengasse. Am 22. September 1845 erwarb er diese für 700 Gulden. Hamm errichtete einen Gießofen mit Steinkohlenfeuerung. Von der Stadt erhielt er den Auftrag für eine Feuerspritze, die Frankenthaler Zuckerfabrik belieferte er mit Pumpen und Kesseln.
Um seine Maschinenfabrik weiter auszubauen, ging er am 31. Dezember 1846 mit dem Salzbeamten Friedrich Wilhelm Meinhold eine Partnerschaft ein, am 1. April 1847 trat Georg Adam Kühnle als weiterer Teilhaber in diese Firma ein. Kühnle war an der Maschinenfabrik Georg Hamm und Compagnie mit 15.000 Gulden beteiligt, von Meinhold und Hamm kamen 8000 bzw. 2000 Gulden. Als Produktionsstätte wurde die ehemalige Wollenzeugmanufaktur am 17. März 1847 für 10.000 Gulden erworben. Als vierter Partner trat am 26. Januar 1849 Hamms jüngerer Bruder Andreas (1824–1894) in das Unternehmen ein.
Nach Hamms Flucht übernahm sein Bruder 1849 die Leitung. Zehn Jahre später trat Georg seine Anteile an den Bruder ab, der sich 1861 als Glockengießer selbständig machte. An Kühnle ging die Maschinenfabrik, die 1899 zu Kühnle, Kopp & Kausch fusionierte – heute BorgWarner Turbo Systems und Howden Turbo. Aus der Gießerei Andreas Hamms entstanden später die Unternehmen Albert & Hamm und die Weltfirma Heidelberger Druckmaschinen.
Georg Hamm wurde 1848 Mitbegründer des demokratischen Vereins der Stadt. Wortführer waren die Rechtskandidaten um Peter Fries und die Kaufleute Behlen. Für den Kantonalausschuss des Volksvereins warb er im November 1848 im Frankenthaler Wochenblatt um Spenden für die Angehörigen des in Wien erschossenen Robert Blum. Im Frühjahr 1849 wechselte der geschäftsführende Ausschuss (Kreisausschuss) der pfälzischen Volksvereine seinen Sitz von Neustadt nach Frankenthal. Mitunterzeichner der Einladung zu den großen Volksversammlungen am 1. und 2. Mai waren „Mit brüderlichem Gruße“ auch Fries und Hamm. Nachdem am 5. Mai 1849 der Bäcker Zöller zur Volksbewaffnung aufrief und der Stadtrat der Bildung einer Volkswehr zustimmte, wurde Hamm Kommandant der Volkswehr und löste den Arzt Julius Bettinger als Bürgerwehrkommandant ab. Bürgermeister Carl Lehmann war mit dem Versuch eine bürgerliche Schutzwehr aufzustellen gescheitert.
Hamm wurde Mitglied des 13-köpfigen Kantonalverteidigungsausschusses (der Reichsverfassung) und der kleineren Frankenthaler Rekrutierungskommission. Jedoch konnte der Stadtrat die Mitglieder des radikalen demokratischen Vereins in die hinteren Reihen zurückdrängen. Nur vier Personen gehörten auch dem Ausschuss der Volksvereine an, Hamm stand an 8. und Carl Behlen an 9. Stelle. Mit der Volkswehr unternahm Hamm ab dem 11. Mai „bewaffnete Züge“, unter anderem nach Eppstein und zur Schiffbrücke in Ludwigshafen.
Als Stellvertreter des Zivilkommissärs Georg Hillgärtner war Hamm erfolgreich im Eintreiben von Geldern für die Provisorische Regierung der Rheinpfalz. Am 13. Juni 1849 versteigerte er das Holz aus dem staatlichen Holzhof. Bei seinem Geschäftspartner Meinhold beschlagnahmte er die Salzkasse des königlichen Salzamts.
Am 19. Juni war der Pfälzische Aufstand niedergeschlagen, Hamm floh über Wittersheim nach Lothringen. Das pfälzische Appellationsgericht in Zweibrücken verurteilte ihn im September 1851 in Abwesenheit wegen Hoch- und Staatsverrats zum Tode. In der Anklag-Akte stand er an 39. Stelle der 333 Consorten; sie bezeichnet ihn als gefährlichsten, rührigsten und tätigsten Agenten der revolutionären Gewalt. Hamm gründete in Saargemünd (Sarreguemines) wiederum eine Maschinenfabrik und Glockengießerei. Als Unternehmer wurde Hamm 1861 vorzeitig amnestiert. Er kehrte in die Pfalz zurück und gründete eine Glockengießerei in Kaiserslautern, die er bis zu seinem Tod erfolgreich führte. Er hat 631 Glocken gegossen. Sein Schwiegersohn Max Faber führte das Geschäft weiter.
Georg Hamm starb am 9. Januar 1878 in Kaiserslautern, er war katholisch.

## Familie
Hamm hatte eine Schwester und sechs jüngere Brüder. Er heiratete Martha Maria Ries (* 1. Mai 1821 in Frankenthal). Sein Sohn Fritz Hamm (* 4. März 1848 in Kaiserslautern) heiratete 1875 eine Kusine, die Tochter von Andreas Hamm. Im selben Jahr gründete dieser die gleichnamige Glockengießerei in Augsburg, die sein Sohn Fritz Hamm (1878–1935) bis 1922 weiterführte. Er war der letzte Glockengießer der Stadt. Die Mühle in Wittersheim besteht seit Dezember 2016 nur noch als Landhandelsbetrieb.